# Allensteiner Nachrichten
Allensteiner Nachrichten – niemieckojęzyczny miesięcznik poświęcony ogólnej problematyce mniejszości niemieckiej, wydawany przez Olsztyńskie Stowarzyszenie Mniejszości Niemieckiej. Pierwszy numer powstał w roku 2003.

## Tematyka
Czasopismo jest poświęcone mniejszości niemieckiej. Publikowane są tam również dowcipy i pieśni w języku niemieckim. Jest też wiele treści poświęconych zarówno o kulturze, jak i o sztuce.

## Odbiorcy
Odbiorcami są:
- osoby niemieckojęzyczne mieszkające w Olsztynie, jak i w powiecie olsztyńskim,
- osoby z Niemiec, które są zainteresowane Olsztynem,
- osoby z okolic interesujące się językiem niemieckim i kulturą.